# 宇治山田商業対佐賀北延長15回引き分け再試合
宇治山田商業対佐賀北延長15回引き分け再試合（うじやまだしょうぎょうたいさがきたえんちょう15かいひきわけさいしあい）とは、2007年（平成19年）8月14日に阪神甲子園球場で行われた第89回全国高等学校野球選手権大会大会第7日目第3試合、三重代表・宇治山田商対佐賀代表・佐賀北の試合。

## 概要
試合は1回表に佐賀北が副島浩史の安打とエラーで2点を先行。宇治山田商も5回裏に満塁から中井大介のライト線への走者一掃3塁打と西田拓郎の左中間安打で一挙4点を奪い逆転。その後佐賀北が1点ずつ奪い同点に追いつき延長戦へ。延長に入ってからは、13回表に佐賀北が1死満塁、1打勝ち越しのチャンスを掴むも、ライトフライと空振り三振。結局無得点のまま4対4の引き分け。前年の夏の決勝、早稲田実業 - 駒大苫小牧戦以来2年連続史上5度目の引き分け再試合となった。

## スコア
|            | 1 | 2 | 3 | 4 | 5 | 6 | 7 | 8 | 9 | 10 | 11 | 12 | 13 | 14 | 15 | R | H  | E |
| ---------- | - | - | - | - | - | - | - | - | - | -- | -- | -- | -- | -- | -- | - | -- | - |
| 佐賀北     | 2 | 0 | 0 | 0 | 0 | 1 | 1 | 0 | 0 | 0  | 0  | 0  | 0  | 0  | 0  | 4 | 10 | 2 |
| 宇治山田商 | 0 | 0 | 0 | 0 | 4 | 0 | 0 | 0 | 0 | 0  | 0  | 0  | 0  | 0  | 0  | 4 | 9  | 4 |

1. 佐：馬場（5回）、久保（10回）
2. 宇：平生（6回）、中井（9回）
3. 審判
［球審］三宅
［塁審］日野・仁科・中島

| 佐賀北 | 佐賀北 | 佐賀北            |
| 打順   | 守備   | 選手              |
| ------ | ------ | ----------------- |
| 1      | [一]   | 辻尭人（3年）     |
| 2      | [遊]   | 井手和馬（3年）   |
| 3      | [三]   | 副島浩史（3年）   |
| 4      | [捕]   | 市丸大介（3年）   |
| 5      | [左]   | 大串亮平（2年）   |
| 6      | [二]   | 田中亮（2年）     |
| 7      | [右]   | 江頭英二（2年）   |
|        | 打     | 前田直人（2年）   |
|        | 右     | 松尾孝嘉（3年）   |
| 8      | [投]   | 馬場将史（3年）   |
|        | 打     | 新川勝政（2年）   |
|        | 走     | 内川聖弥（3年）   |
|        | 投     | 久保貴大（3年）   |
| 9      | [中]   | 馬場崎俊也（3年） |

| 宇治山田商 | 宇治山田商 | 宇治山田商      |
| 打順       | 守備       | 選手            |
| ---------- | ---------- | --------------- |
| 1          | [二]       | 北川直峰（2年） |
| 2          | [中]       | 片岡耕造（2年） |
|            | 打         | 奥村文哉（3年） |
| 3          | [右]投     | 中井大介（3年） |
| 4          | [捕]       | 西田拓郎（3年） |
| 5          | [三]       | 中野宏康（3年） |
| 6          | [一]       | 中野晃成（2年） |
| 7          | [投]右     | 平生拓也（2年） |
| 8          | [遊]       | 木田晃太（1年） |
| 9          | [左]右     | 木田恵太（2年） |
|            | 打         | 広出裕希（3年） |

- 10回裏、佐賀北がこの回2度目となるタイムを取り伝令の選手がラインを超えたが、審判によりベンチへと戻された。高校野球では延長戦におけるタイムは投手交代時以外では1イニングに1度しか認められておらず、この場合本来ならば投手を交代させなければならないが、不問となった。この件に関して審判団からの説明はなされることはなかった（日本プロ野球機構では「監督またはコーチが、マウンド上の投手のもとへ行く回数規制」のルールを厳格にとっており、監督またはコーチがラインを超えた時点で必ず交代させることになっている）。

## 再試合
2日後の大会第9日目第1試合に行われた再試合では、前試合での接戦とは打って変わって、佐賀北が9-1で圧勝した。
|            | 1 | 2 | 3 | 4 | 5 | 6 | 7 | 8 | 9 | R | H  | E |
| ---------- | - | - | - | - | - | - | - | - | - | - | -- | - |
| 佐賀北     | 0 | 0 | 0 | 1 | 0 | 3 | 4 | 1 | 0 | 9 | 12 | 1 |
| 宇治山田商 | 0 | 0 | 1 | 0 | 0 | 0 | 0 | 0 | 0 | 1 | 7  | 2 |

1. 佐：馬場（5回）、久保（4回）
2. 宇：中井（6回）、平生（1回1/3）、中井（1回2/3）
3. 審判
［球審］三宅
［塁審］日野・仁科・中島

| 佐賀北 | 佐賀北 | 佐賀北            |
| 打順   | 守備   | 選手              |
| ------ | ------ | ----------------- |
| 1      | [一]   | 辻尭人（3年）     |
| 2      | [遊]   | 井手和馬（3年）   |
| 3      | [三]   | 副島浩史（3年）   |
| 4      | [捕]   | 市丸大介（3年）   |
| 5      | [左]   | 大串亮平（2年）   |
| 6      | [二]   | 田中亮（2年）     |
| 7      | [右]   | 江頭英二（2年）   |
| 8      | [投]   | 馬場将史（3年）   |
|        | 打     | 新川勝政（2年）   |
|        | 投     | 久保貴大（3年）   |
| 9      | [中]   | 内川聖弥（3年）   |
|        | 打     | 前田直人（2年）   |
|        | 走中   | 馬場崎俊也（3年） |

| 宇治山田商 | 宇治山田商 | 宇治山田商      |
| 打順       | 守備       | 選手            |
| ---------- | ---------- | --------------- |
| 1          | [右]左右   | 木田恵太（2年） |
| 2          | [中]       | 片岡耕造（2年） |
| 3          | [投]右投   | 中井大介（3年） |
| 4          | [捕]       | 西田拓郎（3年） |
| 5          | [三]       | 中野宏康（3年） |
|            | 打三       | 奥村文哉（3年） |
| 6          | [一]       | 中野晃成（2年） |
|            | 打         | 松井孝樹（3年） |
| 7          | [左]投     | 平生拓也（2年） |
|            | 左         | 広出裕希（3年） |
|            | 打         | 井爪孝弥（3年） |
| 8          | [遊]       | 木田晃太（1年） |
|            | 打         | 上山雄平（3年） |
| 9          | [二]       | 北川直峰（2年） |
|            | 二         | 清水大嗣（2年） |

## その後
佐賀北は連戦となった翌日の前橋商との3回戦も5-2で勝利。準々決勝では帝京（東東京）と延長13回を戦い4-3でサヨナラ勝ち。準決勝では長崎日大に3-0で完封勝ちし、決勝では1-4と劣勢で迎えた8回裏に3番副島浩史の逆転満塁本塁打が飛び出し、5-4で広陵（広島）を破り初の全国制覇を達成。佐賀県勢では13年ぶり、公立校としては11年ぶりの夏の甲子園優勝となった。

## その他
この日は、この試合以外でも第1試合の日南学園対桐光学園の試合が延長11回までもつれこんだことから、第4試合の文星芸大付対興南の試合開始時間が18時28分と遅くなってしまい、結局試合が終了したのは20時43分であった。これは、記録が残っている1978年以降としては、最も遅い時間であった。（2021年の第103回大会1回戦の高川学園7-6小松大谷は19時10分試合開始、21時40分試合終了となり、こちらが試合開始・終了時間が最も遅い時間となった。）

## 参考資料
- 廣済堂出版 『ホームラン』2016年9月号臨時増刊、歴代春夏甲子園メンバー表大全集　p60、p12関連項目